# Il Divo
Il Divo (italienska för "manlig diva") är en internationell classical crossover-grupp som består av David Miller, Sébastien Izambard, Urs Bühler och Carlos Marín.
Gruppen har kontrakt med Sony Music och har hittills sålt över 24 miljoner cd-album över hela världen. De har fått över 100 guld- och platinaalbum.

## Historia

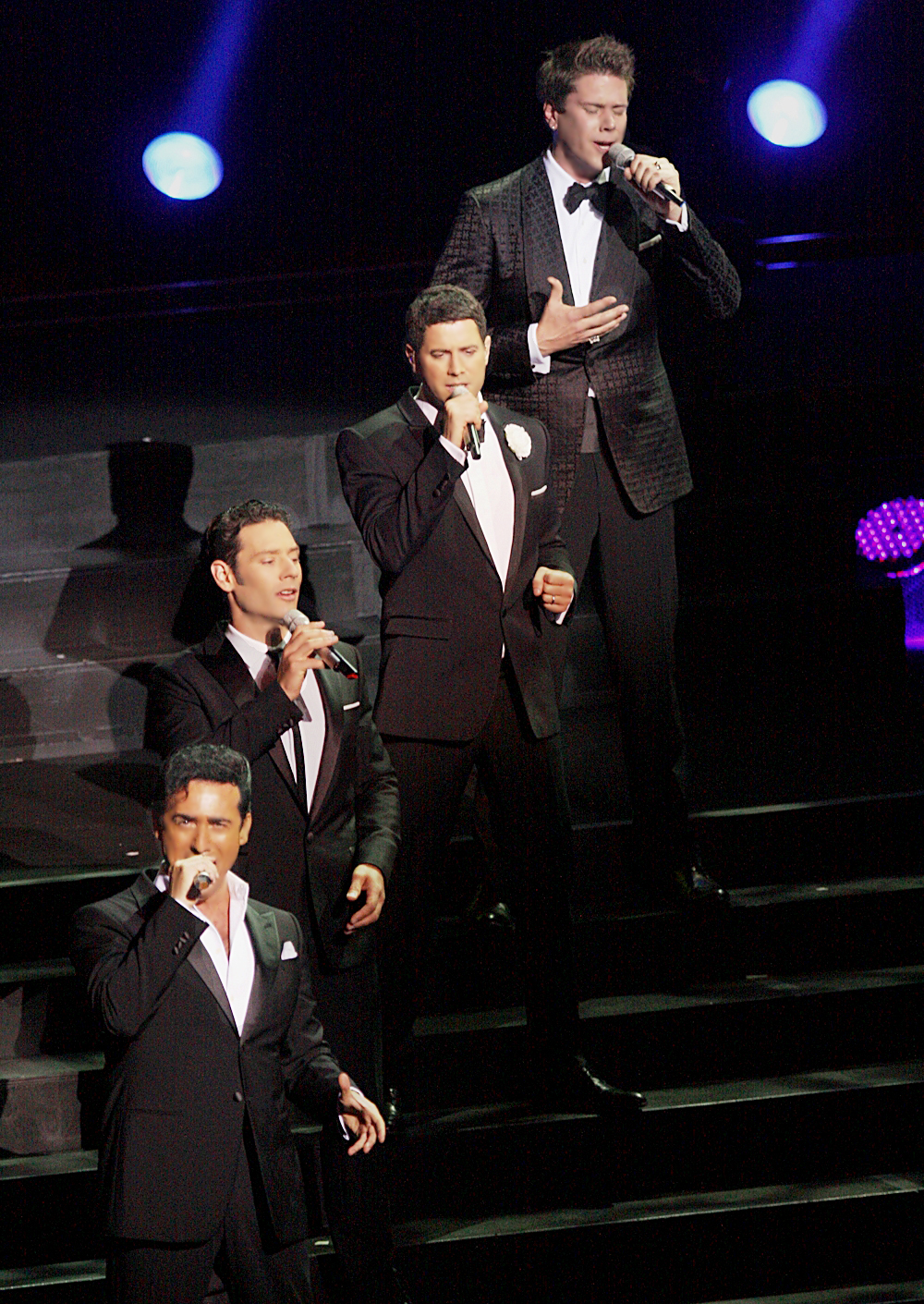
Il Divo & Orchestra in Concert Tour Mundial, 2012

Idén till gruppens bildande kom från Simon Cowell efter att han lyssnat till Andrea Bocelli och Sarah Brightmans tolkning av "Con te partirò". Han kom på att han älskade sång men inte opera, så han bestämde sig för att bilda en multinationell grupp (Frankrike, Schweiz, Spanien och USA) som lät som De tre tenorerna men sjöng poplåtar och såg ut som stiliga Armani-modeller.
Cowell sökte ungdomar från hela världen som skulle vilja vara med i Il Divo-projektet. Han sökte i 2 år, från 2001 till december 2003, när den fjärde medlemmen i Il Divo - den amerikanske tenoren David Miller - kom med. Il Divo består av en spansk opera- och zarzuela-baryton, Carlos Marín, en fransk popsångare, Sébastien Izambard, och två klassiskt tränade tenorer, schweizaren Urs Bühler och amerikanen David Miller. Inspelningen av deras första album startades 2004 i Sverige.

## Genombrott
Gruppens första album, Il Divo, innehåller tolkningar av Frank Sinatras hit "My Way", Toni Braxtons hit "Unbreak My Heart" ("Regresa a Mi"), en tolkning av Ennio Morricones musik till filmen The Mission med namn "Nella Fantasia" och ett antal andra sånger på spanska, engelska, och italienska, bland annat låten Passerà som vann pris på Sanremo-festivalen 2004 och den svenskförfattade originallåten "Mama" (Romdane/Larossi/Kotescha) Quiz & Larossi
Il Divo's andra album, Ancora, spelades in i både Sverige och Storbritannien med de världskända inspelningsjättarna Per Magnusson och David Kreuger och producenten Steve Mac, som också producerade deras första album. Den släpptes den 7 november 2005 i Storbritannien, och blev etta på hitlistorna i både Storbritannien och Australien inom en vecka.
Ancora innehåller hitlåtarna "Isabel", "I Believe In You", duett med Céline Dion, och Il Divo's cover av Eric Carmens "All By Myself". Två av spåren på den här CD:n, "O Holy Night" och "Ave Maria", fanns bara med på den amerikanska utgåvan, The Christmas Collection (2005).
Il Divo gjorde ett uppträdande på Nobels fredspriskonsert i Oslo 2008, och gruppen besökte även Stockholm och framförde The Winner Takes It All i Idolfinalen 2008 i Globen den 12 december 2008.

## Diskografi
| år   | album                    |
| ---- | ------------------------ |
| 2004 | Il Divo                  |
| 2005 | The Christmas Collection |
| 2005 | Ancora                   |
| 2006 | Siempre                  |
| 2008 | The Promise              |
| 2011 | Wicked Game              |
| 2013 | A Musical Affair         |
| 2015 | Amor & Pasión            |

## Musikvideo

### VideoClips
- Unbreak My Heart, 2004.
- Mama, 2005.
- The Time of Our Lives, med Toni Braxton för Världsmästerskapet i fotboll, 2006. Sången är skriven av den svenske låtskrivaren Jörgen Elofsson.

### DVD
| år   | Dvd                                        |
| ---- | ------------------------------------------ |
| 2004 | Live At Gotham Hall                        |
| 2005 | Encore                                     |
| 2005 | Mamá                                       |
| 2006 | The Yule Log: The Christmas Collection     |
| 2006 | Live at the Greek Theater                  |
| 2008 | At The Coliseum                            |
| 2009 | An Evening with Il Divo: Live in Barcelona |
| 2011 | Live At The London Coliseum                |
| 2014 | Live In Japan                              |

## Böcker
- Romancing The World (2005)

Författare: Allegra Rossi

Format: Papel impreso 128 páginas

Datum upplagd:: 10 november 2005

Inlagd av: Orion 

ISBN 978-0-7528-7519-4
- Our Music, Our Journey, Our Words (2007)

Författare: Il Divo 
 
Format: Papel impreso 192 páginas 
 
Datum upplagd:: 6 september 2007 
 
Inlagd av: Headline Book Publishing 

ISBN 978-0-7553-1657-1